# Jonas Andersson (Liberalerna)
Jonas Andersson, född 1965 i Falkenberg, är en svensk politiker (Liberalerna), ledamot (regionråd) i regionstyrelsen i Västra Götalandsregionen och vice ordförande i dess Hälso- och Sjukvårdsutskott, ledamot i Liberalernas partistyrelse. Han är även ersättare till förbundsstyrelsen för Sveriges Kommuner och Landsting.
Som ordförande i Västra Götalandsregionens Hälso- och Sjukvårdsutskott är Andersson den främste sjukvårdspolitikern i Västra Götalandsregionen och var bland annat rankad som den sextonde mäktigaste i Sjukvårdssverige 2008 enligt tidningen Dagens Medicin.
Andersson kritiserades både partiinternt samt av andra borgerliga politiker för att Liberalerna i Västra Götalandsregionen valde att tillsammans med Centerpartiet samarbeta med socialdemokraterna fram till och med 2014.
Jonas Andersson var mellan 11 mars 2019 och december 2021 ordförande för fotbollsklubben Gais.